# Ein starkes Team: Eiskalt
Eiskalt ist ein deutscher Fernsehfilm von Jörg Lühdorff aus dem Jahr 2019. Es handelt sich um die 77. Folge der Krimiserie Ein starkes Team mit Florian Martens und Stefanie Stappenbeck in den Hauptrollen. Es ist der dreizehnte Einsatz von Linett Wachow an der Seite von Otto Garber.

## Handlung
Kriminalhauptkommissar Otto Garber, seine junge Kollegin Linett Wachow und Sebastian Klöckner müssen den Mord an einem Rentner aufklären, der vom Balkon seiner Hochhauswohnung gestürzt war. Selbstmord kann sehr schnell ausgeschlossen werden, denn offensichtlich wollte ihn jemand mit einem Kissen ersticken, was Faserspuren in der Lunge des Toten belegen. Vermutlich ist Clemens Ruttkowski vor Angst auf den Balkon geflüchtet und dann in die Tiefe gestürzt. Da Ruttkowski eine ganze Reihe Feinde hatte, konzentrieren sich die Ermittler darauf, hier das Tatmotiv und den Mörder zu finden. Ruttkowski war in letzter Zeit nur noch der „Verdorbenheit“ der Menschen auf der Spur und meinte, etwas dagegen tun zu müssen. Seine früheren Kollegen hatte er denunziert, wenn sie seiner Meinung nach moralisch falsch gehandelt hatten, was letztendlich zu seiner eigenen Entlassung und zu seiner vorzeitigen Verrentung führte, weil niemand mehr mit ihm arbeiten wollte. In seinem Wohnbereich war er ebenso unbeliebt, weil er jedem nachspioniert hatte, vom Nachbarn, der seinen Müll in der falschen Tonne entsorgt hatte, bis zum kleinen Drogendealer. Wie die Ermittler herausfinden, liegen der Polizei diesbezüglich 103 Anzeigen an Bagatelldelikten vor. Doch der Hauptverdacht fällt auf einen unbekannten Einbrecher, der in der Tatnacht nachweislich in zwei andere Wohnungen des Hochhauses eingebrochen war und Wertgegenstände gestohlen hatte. Möglicherweise überraschte ihn das Opfer, als er auch bei ihm eingedrungen war.
Zeitgleich hat sich der Trickbetrüger Thorsten Schäfer Opfer in der Hochhausanlage ausgespäht. Dank des hilfreichen Hinweises von Borgward, einem privaten Lieferservice, der vorzugsweise die älteren Bewohner versorgt und sie alle gut kennt, kann Schäfer schnell gefasst werden. Ruttkowski hatte ihn zufällig bei einer Geldübergabe fotografiert, doch Schäfer leugnet, deshalb jemanden umgebracht zu haben. Nach Überprüfung seines Alibis scheidet er als Mörder tatsächlich aus. So konzentrieren sich die Ermittlungen auf den nächtlichen Dieb, der bei seinen Opfern offensichtlich mit einem Schlüssel die Türen geöffnet hatte. Diese Spur führt zu Katja Schur, die als sehr hilfsbereit gilt und den älteren Bewohnern immer mal die Post heraufholt. Fatalerweise hatte sie nun einen Ohrabdruck auf einer der Türen hinterlassen, als sie gelauscht hatte, ob ihr Opfer schon schlafen würde, was bei den älteren Bewohnen in der Regel der Fall war. Auch hören sie nicht mehr so gut, sind altersbedingt unbeweglich, so dass Katja Schur stets schneller als ihre Opfer war und sie nie gesehen wurde. Wie eine kaltblütige Mörderin wirkt die junge Frau auf die Beamten allerdings nicht. Zu ihrer Verteidigung gibt sie an, an einer Zwangsstörung zu leiden und zur Tatzeit anderweitig auf Einbruchstour gewesen zu sein, was sich letztendlich auch nachweisen lässt.
Otto Garber recherchiert in möglicherweise ähnlich gelagerten Todesfällen wie dem von Clemens Ruttkowski und stößt dabei auf einen ungeklärten Mord an einer Rentnerin in einem anderen Stadtbezirk. Auch dort wurde die Tür mit einem Schlüssel geöffnet, so dass es keine Einbruchsspuren gab. Ungewollt verursachte der Täter jedoch großen Lärm, so dass er schnell die Wohnung verlassen hatte und so nicht gefasst werden konnte. Eine weitere Gemeinsamkeit sind die Lebensumstände der Opfer. Sie lebten zurückgezogen und hatten keine Angehörigen. Unweigerlich treffen sie in diesem Zusammenhang erneut auf den Essenslieferanten Borgward, der mit beiden Opfern Kontakt hatte und sich möglicherweise bereits ein neues gesucht hat. Als sich Garber und Wachow in Borgwards Firma umsehen, finden sie in einer Kühltruhe einen toten Rentner und in einer Schublade zahlreiche Personalausweise älterer Menschen. Sebastian Klöckner gleicht das Bewegungsprofil von Borgwards Handys ab und kann so beweisen, dass dieser zur Tatzeit in Ruttkowskis Nähe war. Zurzeit ist er im Märkischen Viertel unterwegs, wo ihn Garber und Wachow stellen können. Sie kommen fast zu spät, denn er hat hier gerade Theresa Agirmann erstickt. Da sie vorhatte, in ein Altersheim zu gehen, „musste“ er dem zuvorkommen. Linett Wachow kann die Frau zum Glück mit einer Herzdruckmassage wiederbeleben.
Borgward hatte über Jahre die weitere Existenz der Menschen vorgetäuscht, die er umgebracht hatte und von deren Renten er lebte. Er leerte regelmäßig die Briefkästen und täuschte mit einer Zeitschaltuhr Lichtbenutzung in den Wohnungen vor. Er redete sich ein, die einsamen Menschen nur erlöst zu haben, weil sich niemand um sie gekümmert hätte.

## Hintergrund
Eiskalt wurde vom 15. Mai bis zum 17. Juni 2018 unter dem Arbeitstitel Der Sheriff in Berlin gedreht und am 5. Januar 2019 um 20:15 Uhr im ZDF erstausgestrahlt.
Sputnik, dessen Rolle als Geschäftsmann in der Serie als ein Running Gag angelegt ist, verkauft dieses Mal Herrenkleidung und stattet Dienststellenleiter Reddemann mit Sakkos aus.

## Rezeption

### Einschaltquoten
Die Erstausstrahlung am 5. Januar 2019 erreichte 7,98 Mio. Zuschauer, was einem Marktanteil von 24,6 Prozent entspricht. Dies war nach Geplatzte Träume und Preis der Schönheit der drittbeste Wert in den 24 Jahren der Reihe.

### Kritiken
Tilmann P. Gangloff meinte auf tittelbach.tv zu diesem Krimi: „Als Kapiteltrenner nutzt Lühdorff ein bisschen zu oft Kameraflüge über die Dächer von Berlin, aber zum Ausgleich für die von Martens angesprochenen und anscheinend unvermeidlichen Informationsdialoge im Revier gibt es zwei Verfolgungsjagden sowie ein flott und clever geschnittenes fesselndes Finale.“ „Der Film bringt alles mit, was man von einem soliden Samstagskrimi erwarten darf. Aber Lühdorff muss eben auch die Erwartungen erfüllen, und dazu zählen unter anderem die kleinen Geplänkel zwischen Garber und seinem Freund Sputnik (Jaecki Schwarz), der diesmal in Sachen Herrenoberbekleidung unterwegs ist.“
Die Kritiker der Fernsehzeitschrift TV Spielfilm werteten positiv und schrieben: „Zwischen etwas unnötigen erzählerischen Schlenkern, dem aufgesetzt-spannenden Finale und dem ältlichen Humor von Otto […] & Co. […] lauert ein atmosphärisch in Szene gesetzter Fall um Enkeltrick, Alterseinsamkeit und die Kluft der Generationen. Man hätte sich nur gewünscht, die nicht uninteressante Geschichte wäre konzentrierter angegangen worden. So trösten wir uns mit solider TV-Krimiware, bei der die zweite Hälfte deutlich besser geraten ist als die erste.“ Fazit: „Lauwarm kann ja auch ganz angenehm sein.“
Petra Koruhn von der Westphälischen Rundschau kritisierte: „Interessantes Thema, allerdings unglaubwürdig umgesetzt. Aber das Schlimmste: Dem Duo Garber und Wachow fehlt leider der Esprit.“
Bei Prisma.de meinte Wilfried Geldner: „Es ist ja immer das Problem der Kriminalautoren: Mord muss es sein, viele andere Straftaten, die möglicherweise viel spannender wären, eignen sich für Krimis nicht. Die Tricks und Diebereien haben auch hier letztlich nicht so viel mit dem Mord zu tun. Doch wie Otto und Linett im Betonbau nach dem Täter schürfen – merke: Es gibt oft Ohrabdrücke an der Tür von lauschenden Tätern! -, ist sehenswert. Skeptische, leichtgläubige, misstrauische Nachbarn – ein trostloses Berliner Vorstadtbild.“